# Nacaduba sinhala
Nacaduba sinhala är en fjärilsart som beskrevs av Allen R. Ormiston 1924. Nacaduba sinhala ingår i släktet Nacaduba och familjen juvelvingar. Inga underarter finns listade i Catalogue of Life.